# 広島・長崎公園
広島長崎公園（ひろしまながさきこうえん、独: der Hiroshima-Nagasaki-Park）は2004年8月7日に、ケルンの南ノイシュタット地区の内縁緑化地帯に開園した公園。名称は広島市と長崎市に因む。

## 場所
内縁緑化地帯のこの公園は、アーヘン通り、大学通り、バッヘム通り、そして鉄道用地の間に位置し、アーヘン池とケルン市立東洋美術館のすぐ近くに位置する。

## 歴史

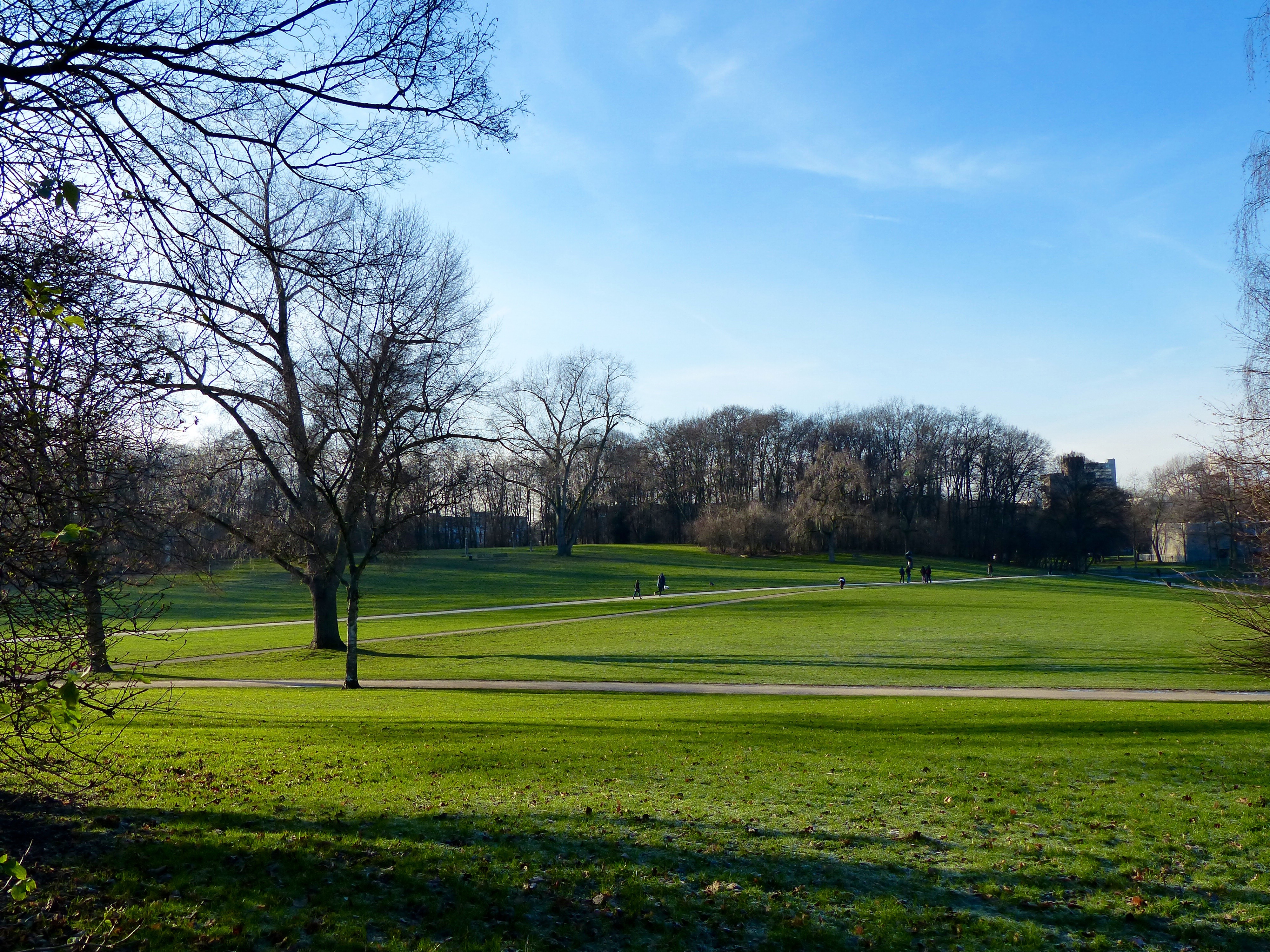
広島長崎公園の景色

ナチス・ドイツ時代この内縁緑化地帯の一角はいわゆるマイフェルトと呼ばれ、国民社会主義ドイツ労働者党の大行進が行われた。 ここには、高さ15×20mの、ライヒスアドラーを戴くテラスのような台座もあった。第二次世界大戦後、 マイフェルトの空き地、現在の公園のあたりには瓦礫が積まれ、 Mont KlamottやAachener Bergといった俗称で呼ばれた。 元々、山には展望台や見晴らし台が設けられていたが、現在は樹木が高くなり、その機能を果たしていない。
2000年、ケルン平和フォーラムにおいて、広島と長崎に投下された原爆をこの公園で記憶することが提案された。 当時のケルン市長であったフリッツ・シュランマの発案により、地区評議会が公園の名称を協議した。 そして2001年末、市内中心部の地区協議会は、アーヘン池周辺の公園の命名を全会一致で決定した。東洋美術館やケルン日本文化会館に近い、かつての瓦礫の山を利用した緑地が、地区議会にとって最もふさわしい場所と判断されたようだ。 また、ケルンは1986年以来、核兵器に反対する国際的な都市連合である平和首長会議に加盟している。
2004年8月7日、レナード・カシニウス市長により、望月俊彦日本総領事と、長崎原爆の被爆者である早田一男の出席の下、開園式が行われた。
2007年8月5日、核兵器廃絶記念碑(ギャラリー参照)が、広島のイチョウ、長崎のヤマザクラ、ケルンのセイヨウハコヤナギの3本の木に囲まれた公園で除幕された。この記念碑には折鶴が描かれているが、これは「千羽鶴を折ると願いが叶う」という日本の伝承にちなんだものである。広島に原爆が投下された後、放射線による白血病と闘いながら折り鶴を折った佐々木禎子の死後、折鶴は核戦争や核兵器に対する抵抗の象徴として世界的に広まっている。

## ギャラリー

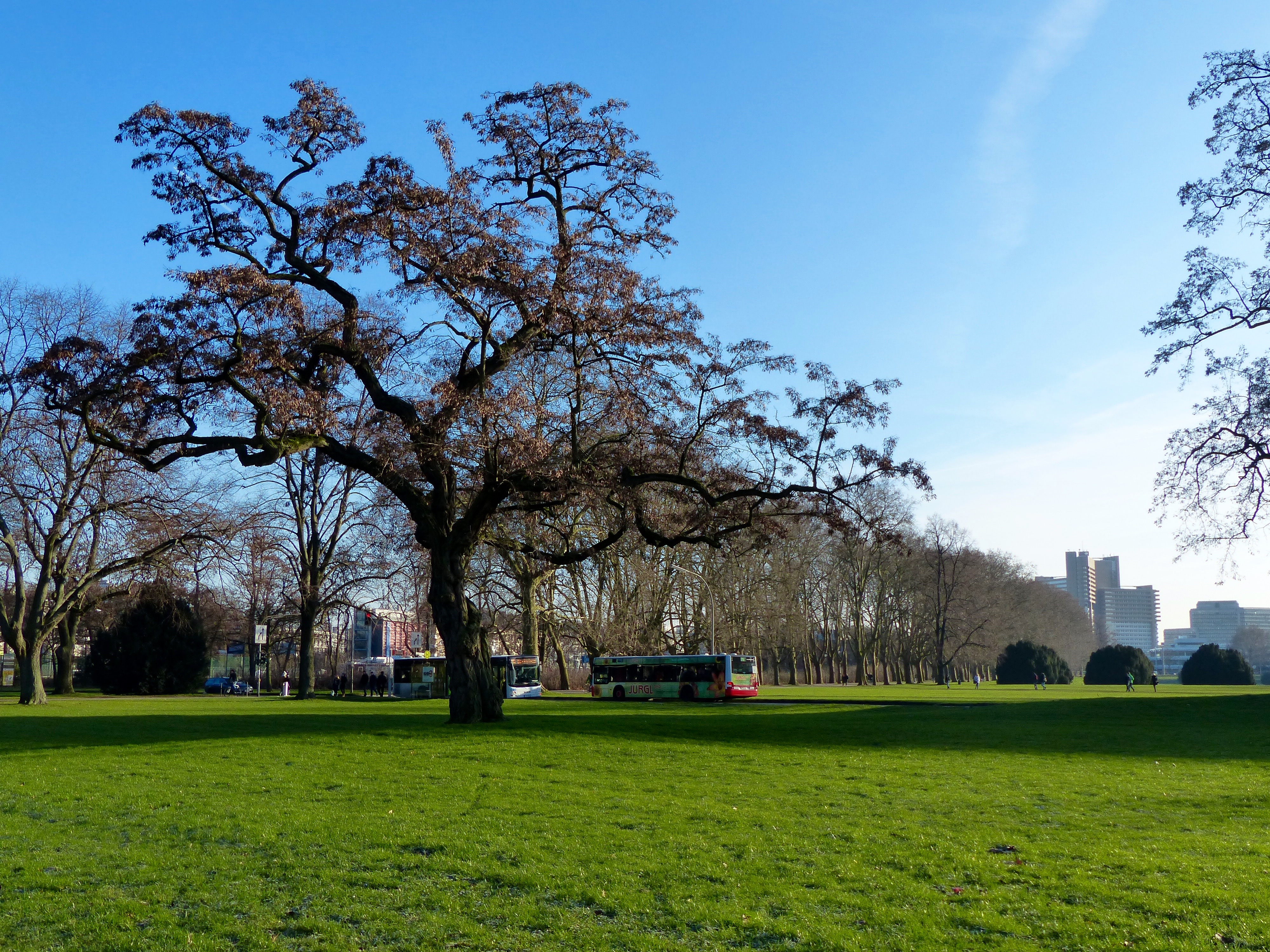
南側からの景色
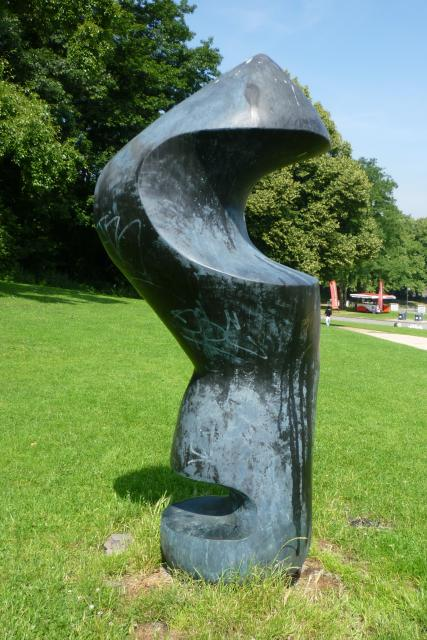
1985年に設置された、1966年にラヨシュ・バルタ（ドイツ語版）が製作した彫刻、「古代の形(Uralte Form)」
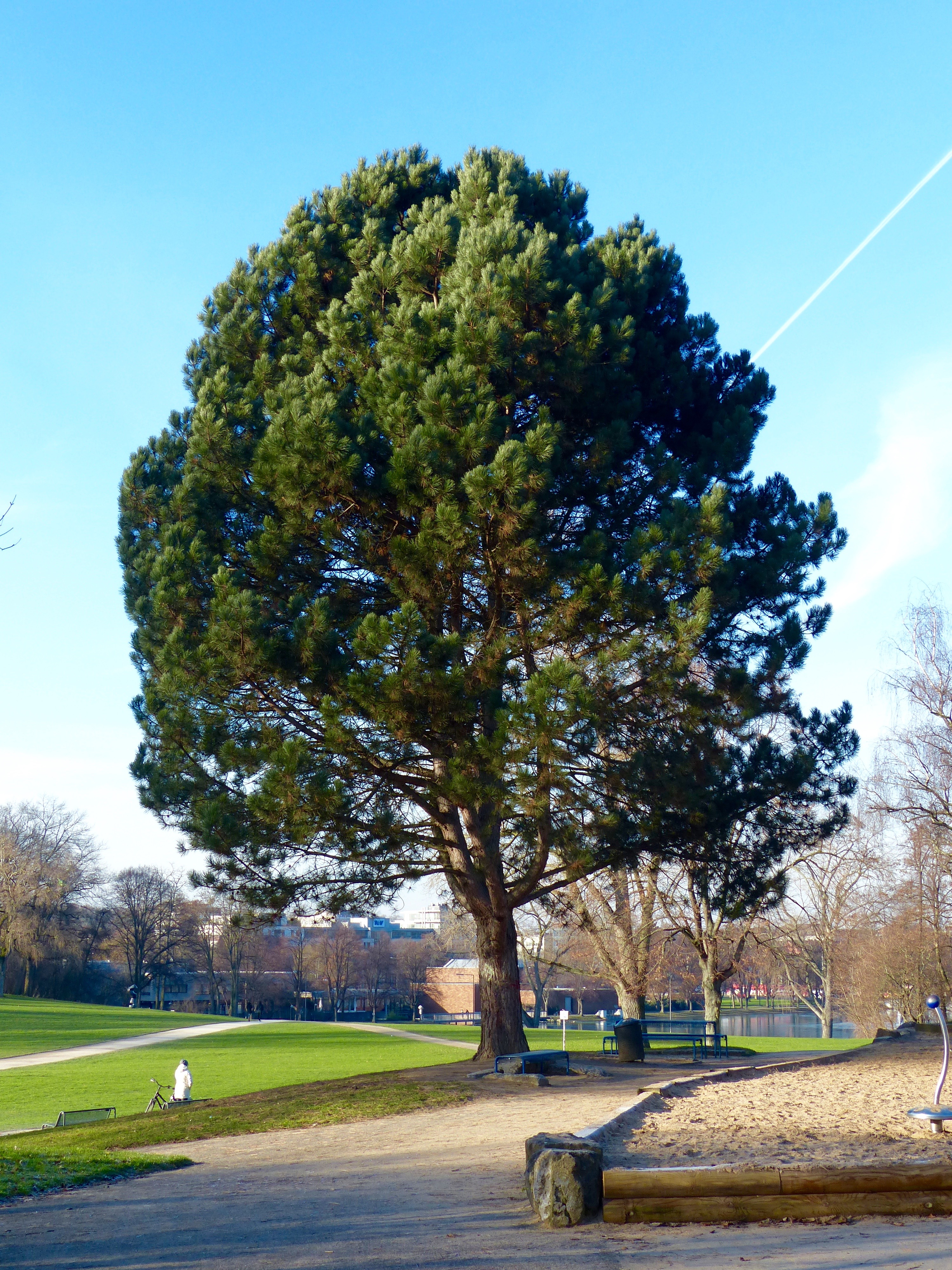
公園からアーヘン池を臨む
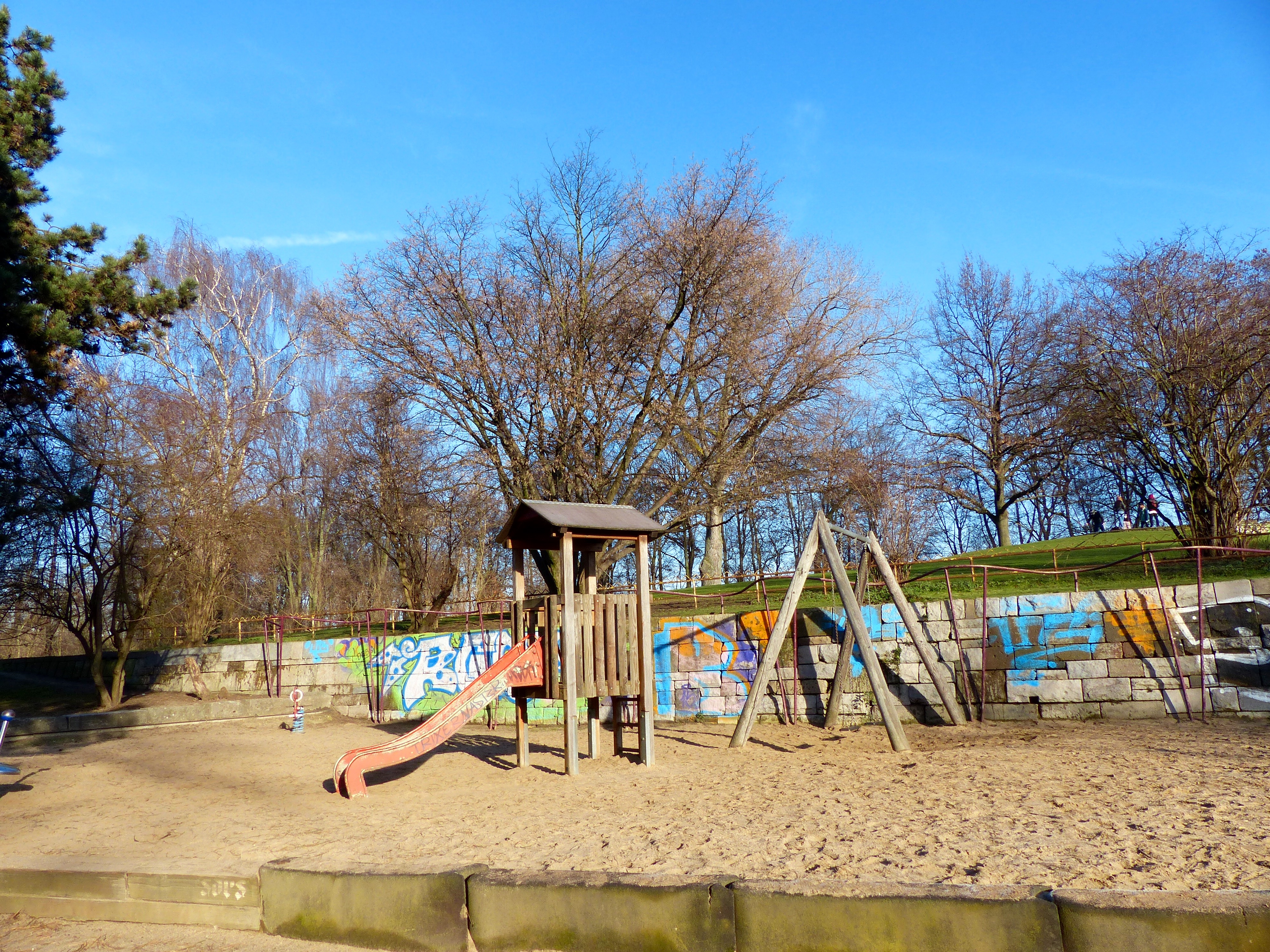
公園の遊び場
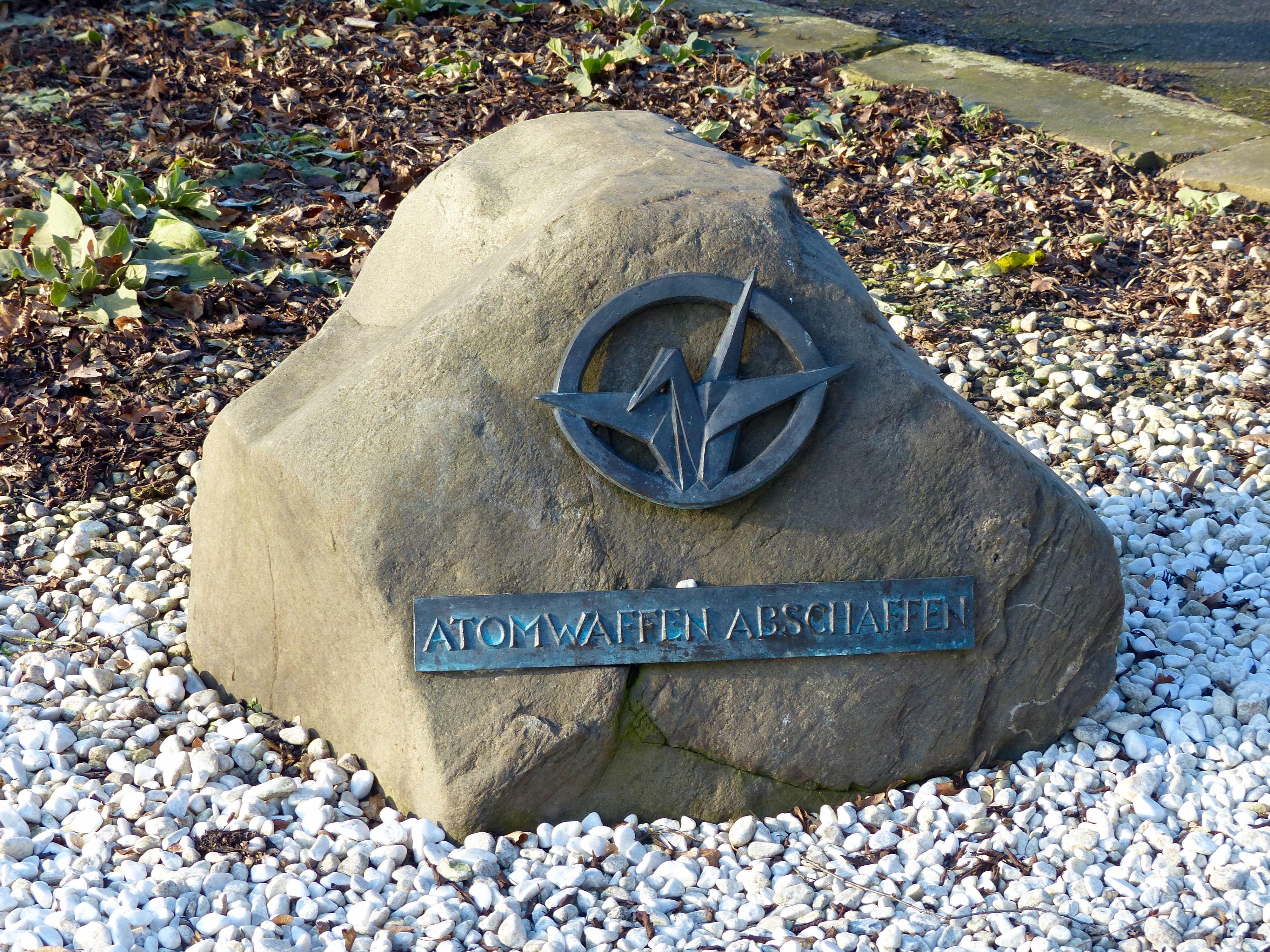
核兵器廃絶(„Atomwaffen abschaffen“)記念碑
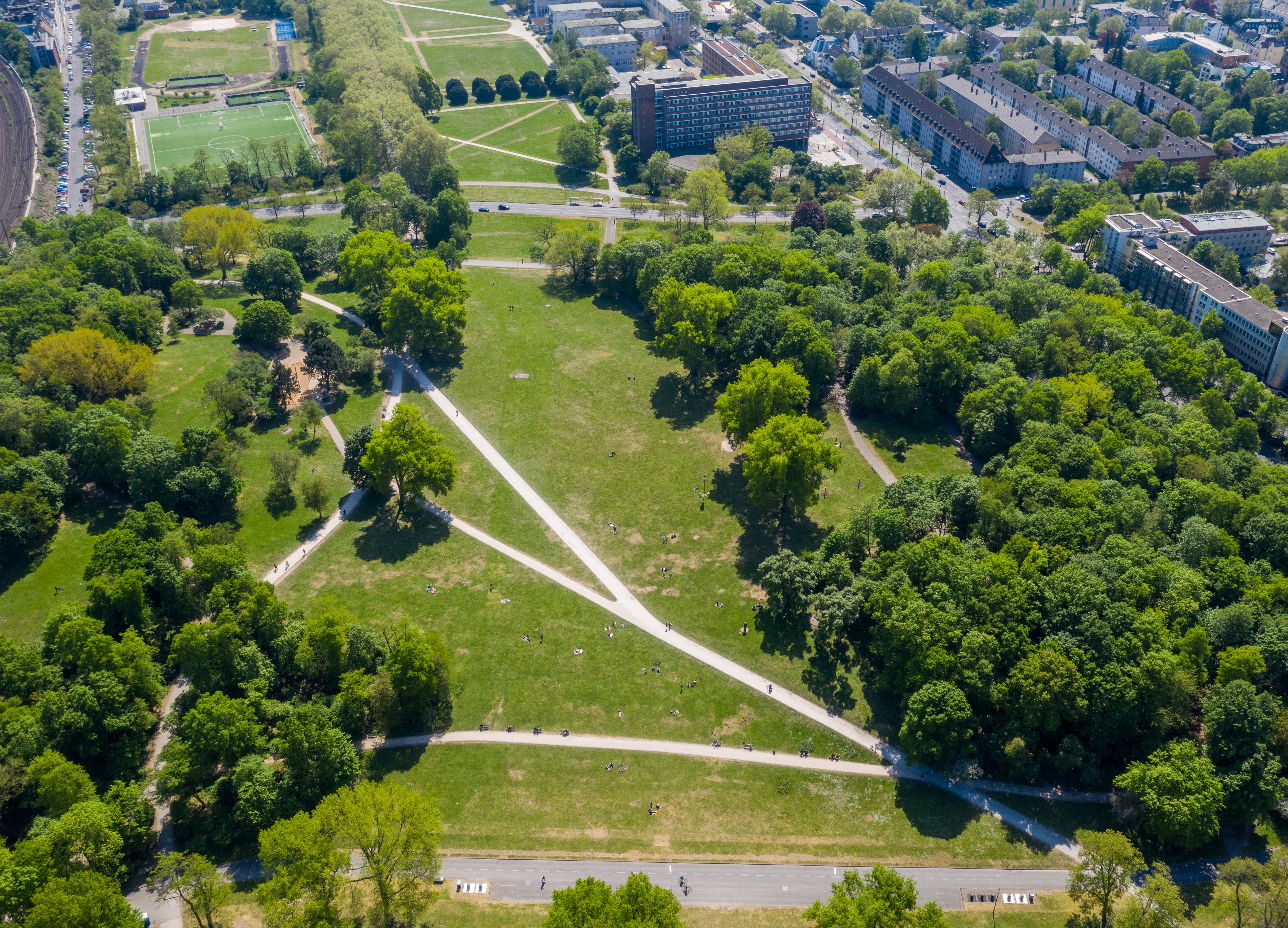
航空写真

### 平和記念公園
- 広島平和記念公園
- 平和公園

### ドイツの広島に因むもの
- 広島通り
- 広島橋 (ベルリン)